# Абу Бакр аль-Багдаді
Ібрагім ібн Аваад ібн Ібрагім ібн Алі ібн Мухаммад аль-Бадрі ас-Самарраї (араб. إبراهيم ابن عواد ابن إبراهيم ابن علي ابن محمد البدري السامرائي), більш відомий своїм військовим прізвиськом Абу Бакр аль-Багдаді (араб. أبو بكر البغدادي; 28 липня 1971, Самарра — 26 жовтня 2019, Баріша) — халіф самопроголошеної Ісламської Держави. Раніше також відомий як Абу-Дуа (араб. أبو دعاء). Носив псевдонім Амір аль-Мумінін Халіф Ібрагім (араб. أبو بكر البغدادي الحسيني الهاشمي القرشي). Оголошений нащадком ісламського пророка Мухаммеда під іменем Абу Бакр аль-Багдаді аль-Хусейні аль-Хашімі аль-Курейші (араб. أبو بكر البغدادي الحسيني الهاشمي القرشي).
Протягом усього керівництва терористичною організацією з'являлися різні повідомлення про загибель, поранення або арешт аль-Багдаді, але до 27 жовтня 2019 року жодне з них не було підтверджене незалежними й надійними джерелами.

## Походження
Вважається, що Ібрагім народився в районі міста Самарра у Центральному Іраці 1971 року. Згідно з інформацією, поширеною у середовищі його прихильників, він отримав науковий ступінь у Ісламському Університеті Багдаду.

## Початок військової діяльності
Після вторгнення американських та британських військ до Іраку 2003 року аль-Багдаді взяв участь у створенні міліцейського воєнізованого підрозділу Джамаат Джаіш Ахль аль-Сунна ва-ль-Джаммаа, у якому він виконував обов'язки голови шаріатського комітету. Їх він виконував і у Раді Муджахедів (Шурі), до якої приєднався 2006 року. Після перейменування Ради на Ісламську Державу Іраку (ІДІ), аль-Багдаді став головним наглядачем її шаріатського комітету та членом головної дорадчої ради.
На цей період припадає і його перебування у влаштованому американськими військовими таборі для інтернованих осіб Кемп Букка, яке згідно зі записами в Міністерстві оборони США тривало від лютого до грудня 2004 року.

## Очільник Ісламської Держави Іраку
Абу Бакр аль-Багдаді був проголошений лідером ІДІ 16 травня 2010 року, після смерті його попередника Абу Умара аль-Багдаді.
На цій посаді Абу Бакр аль-Багдаді брав участь у підготовці масштабних операцій, таких як напад на мечеть Умм аль-Кура у Багдаді, наслідком якої було вбивства відомого суннітського законодавця Халіда аль-Фадаві.
У березні та квітні 2011 року ІДІ оголосила про те, що здійснила 23 напади у районі на південь від Багдаду під керівництвом аль-Багдаді.
Після ліквідації лідера Аль-Каїди Осами бен Ладена 2 травня 2011 року аль-Багдаді поширив заяву, у якій високо оцінив діяльність бен Ладена та пообіцяв помсту за його вбивство. 5 травня 2011 року аль-Багдаді взяв відповідальність за напад на місто Хілла, внаслідок якого було вбито 24 поліцейських та поранено ще 72.
Унаслідок серії нападів смертників 15 серпня 2011 року в Мосулі загинуло 70 осіб. Незадовго після цього ІДІ заявила про те, що у відплату за смерть бен Ладена здійснить ще 100 нападів на всій території Іраку.
22 грудня 2011 внаслідок серії скоординованих вибухів із використанням саморобних вибухових пристроїв, що пройшли на околицях Багдаду загинуло 63 особи і ще 180 було поранено. Це сталось за кілька днів після повного виведення військ Сполучених Штатів із території Іраку.

## Очільник Ісламської Держави Іраку та Леванту
Після формального поширення території ІДІ на окремі регіони Сирії, 8 квітня 2013 року аль-Багдаді оголосив утворення Ісламської Держави Іраку та Леванту (ІДІЛ).
Було оголошено, що група прихильників джихаду, котра брала участь у Громадянській війні у Сирії під назвою Джабгат аль-Нусра є частиною ІДІ та тепер разом утворюють ІДІЛ. Однак, у відповідь на звернення лідера Джабгат аль-Нусри Абу Мухаммеда аль-Джавлані до еміра Аль-Каїди Аймана аль-Завахірі останній наказав аль-Багдаді ліквідувати ІДІЛ та обмежити свою діяльність територією Іраку.
Попри цю заборону, аль-Багдаді перейняв контроль над більшістю бійців Джабгат аль-Нусри. У січні 2014 року ІДІЛ опанувала містом Ар-Ракка, котре раніше перебувало в руках Джабгат аль-Нусри, а подальші сутички призвели до загибелі сотень бійців та втечі тисяч мешканців.
У лютому 2014 року Аль-Каїда розірвала стосунки із ІДІЛ.

## Халіф Ісламської Держави
Унаслідок успішних дій ІДІЛ на територіях Сирії та Іраку, 28 червня 2014 року ІДІЛ оголосила про створення Халіфату і визнання Абу Бакра аль-Багдаді його халіфом. Ісламську Держава Іраку та Леванту перейменовано на Ісламську Державу (ІД).
Навколо таких дій аль-Багдаді та ІДІЛу виникли інтенсивні дискусії ісламських теологів. Головним питанням стала процедура проголошення халіфа, яку відповідно ісламських норм повинні здійснювати всі мусульмани світу, а не окрема група.
Крім того сумніви викликала обов'язкова для халіфа приналежність аль-Багдаді до роду ісламського пророка Мухаммеда.
У своєму аудіозверненні аль-Багдаді оголосив похід на Рим та Європу для поширення Ісламської Держави від Близького Сходу до Іспанії.
Крім цього аль-Багдаді закликав усіх мусульман здійснити хіджру та переселятись в Ісламську Державу.
У квітні 2019 року, після втрати захоплених на Близькому Сході територій та поразки ІД у битві під Баґузом, було поширене перше за п'ять років відеозвернення аль-Багдаді, у якому він заявив, що втрата територій у Сирії та Іраку примусила керівництво ІД переглянути усталену й перевірену часом стратегію, широко відому як «виживання і розширення». Відтоді основний акцент робився на виснаження противника. Опора на масштабні операції підготовлених бійців, без мети захопити й утримати території. До весни 2019 року він не виступав понад п'ять років.

## Ліквідація
16 вересня 2019 року, після кількамісячної інформаційної перерви, аль-Багдаді опублікував аудіозапис про подальші плани своєї організації, де зокрема говориться, що «робота йде на різних фронтах щодня».
26 жовтня 2019 року президент США Дональд Трамп опублікував на своїй сторінці в соц-мережі Twitter запис: «Щойно сталося дещо грандіозне». 27 жовтня прессекретар Білого дому Гоґан Гідлі анонсував «важливу заяву» президента США, яка була запланована на 9:00 (16:00 за київським часом).
Зранку 27 жовтня ЗМІ з посиланням на представників міністерства оборони США і Білого дому повідомили, що 26 жовтня американські військовослужбовці провели спецоперацію, внаслідок якої халіф Абу Бакр аль-Багдаді був ліквідований. Повідомляється, що президент США Дональд Трамп схвалив операцію за тиждень до її проведення.
Про причетність до ліквідації лідера ІД заявили іракські та турецькі військові розвідки, які викрили місце перебування аль-Багдаді та координували операцію американців. Ще до заяви президента США 27 жовтня світові ЗМІ повідомили про подробиці ліквідації: операція була готова до виконання ще 21 жовтня, проте відкладалася через присутність великої кількості цивільних.
Безпосередньо в операції були задіяні вісім вертольотів і два безпілотники, які приблизно чотири години у два етапи з перервою у 30 хвилин обстрілювали село Бариша у сирійській провінції Ідліб. Після підготовки до місця ліквідації прибули команди американських спецпідрозділів. За інформацією ЗМІ, на місті виявлені тіла трьох чоловіків, трьох жінок і дитини; повністю зруйнований один будинок.
Президент США Дональд Трамп під час заздалегідь оголошеного виступу підтвердив інформацію про ліквідацію халіфа Ісламської Держави. Трамп повідомив, що спостерігав за діями Сил спеціальних операцій США із спеціальної ситуативної кімнати, та розповів кілька подробиць: Абу Бакра аль-Багдаді та його оточення, включно із дітьми, носили жилети з вибухівкою, яку підірвали під час штурму; постраждав службовий собака, військові не постраждали; було звільнено 11 маленьких дітей; президент США подякував за сприяння «націям Росії, Туреччині, Сирії та Іраку». За словами Дональда Трампа, була проведена ДНК-експертиза тіла Абу Бакр аль-Багдаді, яка підтвердила його особу. Військові захопили кілька бойовиків та двох дружин лідера ІД, у яких не спрацювали пояси шахідів.
28 жовтня Дональд Трамп показав фото собаки, яка брала участь у ліквідації аль-Багдаді. Нею виявилася бельгійська вівчарка (різновид породи — малінуа) з кличкою Конан (на честь коміка Конана О'Браєна). Пес дістав легке поранення та відправлений на лікування до ветеринарної клініки.
28 жовтня голова Об'єднаного комітету начальників штабів США генерал армії Марк Міллі повідомив, що тіла аль-Багдаді позбулися «належним чином». За інформацією ЗМІ, над трупом провели ритуали за ісламськими традиціями, після чого поховали в морі. Місце поховання не розкривається.
31 жовтня Ісламська Держава підтвердила інформацію про загибель свого лідера та його помічника — речника ІД Абу аль-Хасана аль-Мухаджира.
6 листопада президент Туреччини Реджеп Таїп Ердоган заявив, що раніше турки захопили одну з дружин Абу Бакр аль-Багдаді та її сестру з чоловіком. За словами Ердогана, Туреччина не повідомляла про це, аби не робити галасу (мається на увазі — як це зробив президент США).